# Arbusigny
Arbusigny település Franciaországban, Haute-Savoie megyében. Lakosainak száma 1136 fő (2022. január 1.). Arbusigny La Chapelle-Rambaud, Menthonnex-en-Bornes, La Muraz, Pers-Jussy, Reignier-Ésery, Le Sappey és Fillière községekkel határos.

## Népesség
A település népességének változása:
| Lakosok száma | 1053 | 1098 | 1125 | 1115 | 1127 | 1140 | 1135 | 1139 | 1136 |
|               | 2013 | 2015 | 2016 | 2017 | 2018 | 2019 | 2020 | 2021 | 2022 |